# The Dinosauria
The Dinosauria ist ein wissenschaftliches Nachschlagewerk zu Dinosauriern. Es wurde erstmals 1990 veröffentlicht und wird von den Paläontologen David B. Weishampel (Center for Functional Anatomy and Evolution, Johns Hopkins University), Peter Dodson (Laboratories of Anatomy, School of Veterinary Medicine, University of Pennsylvania) und Halszka Osmólska (Instytut Paleobiologii, Polnische Akademie der Wissenschaften) herausgegeben. 2004 erschien das Buch in einer überarbeiteten und erweiterten zweiten Auflage.

## Inhalt
Das englischsprachige Buch enthält Beiträge von 44 Forschern auf der ganzen Welt und hat in der zweiten Auflage 879 Seiten. Das Titelbild wurde vom Paläokünstler Mark Hallett gestaltet und zeigt einige Dinosaurier aus der Yixian-Formation. The Dinosauria richtet sich an eine Leserschaft mit umfangreichem Vorwissen und wissenschaftlichem Hintergrund.
Im ersten großen Teil wird die Systematik der Dinosaurier behandelt. Er ist weiter unterteilt nach den beiden Entwicklungslinien, den Echsenbeckensauriern und den Vogelbeckensauriern. Jede der anerkannten Dinosauriergruppen wird darin in eigenen Kapiteln hinsichtlich der ihnen zugeordneten Spezies, der evolutionären Beziehungen, morphologischen Beschreibungen, der internen phylogenetischen Struktur, geographischer und stratigraphischer Verbreitung und Interpretationen der Biologie der Tiere beschrieben.
Der zweite Teil des Buches behandelt allgemein die Verteilung und die Biologie der Dinosaurier. Es sind darin Kapitel zum Verbreitungsgebiet, zur Fossilisation, zur Paläoökologie, zur Biogeographie im Mesozoikum, zur Physiologie und zum Aussterben der Dinosaurier an der Kreide-Paläogen-Grenze enthalten.
Der Anhang enthält ein umfangreiches Literaturverzeichnis, eine Liste der beitragenden Autoren sowie drei Register: Eines zu Genera und Spezies, eines zur Stratigraphie und Geographie, und ein allgemeines Stichwortverzeichnis. Verschiedene ergänzende Materialien, darunter kladistische Datenmatrizen, sind online verfügbar.

## Unterschiede zur Erstausgabe
Seit dem Erscheinen der Erstausgabe 1990 gab es einen starken Anstieg an neuen Funden, Taxa und Methoden, die eine Neuordnung der mesozoischen Fossilien nötig machten. Besonders in der Systematik der Dinosaurier ergaben sich tiefgreifende Veränderungen, was sich in der zweiten Ausgabe von 2004 deutlich bemerkbar macht. Waren auf dem Titelbild der Erstausgabe noch deutlich reptilienartige Dinosaurier zu sehen, so zeigt die zweite Ausgabe eine Gruppe klar vogelartiger, gefiederter Dinosaurier und drückt damit das geänderte Verständnis der Autoren zur Beziehung von Vögeln und Dinosauriern als eine „logische Abfolge der phylogenetischen Systematik“ aus.

## Rezeption
The Dinosauria stellt den Versuch dar, den aktuellen Stand der Dinosaurierforschung in einem einzelnen Band abzubilden, was nach Hans C. E. Larsson mit großem Erfolg gelungen sei. Das Buch stelle die maßgebliche Zusammenfassung des derzeitigen Wissens zu Dinosauriern dar und sei ein großer Schritt der Forschungsrichtung hin zu einer anerkannten Wissenschaft. Auch Roger Benson bezeichnet das Werk als das „definitive Nachschlagewerk“ des Fachgebietes.
Die Qualität der Illustrationen wird als sehr inkonsistent aufgefasst: Einzelne Kapitel seien hervorragend bebildert, während andere teils nur einfache Strichzeichnungen enthielten.